# Štefan Višňovský
Štefan Višňovský (10. prosince 1909, Banská Štiavnica, Rakousko-Uhersko – prosinec 1944, Kováčová, Slovensko) byl strojní inženýr, elektrotechnik a protifašistický bojovník.
Štefan Višňovský studoval na gymnáziu v Banské Štiavnici. Poté, co studium zakončil maturitou pokračoval jako posluchač kurzů elektrotechnického a strojního inženýrství na ČVUT v Praze. V roce 1936 získal titul inženýr. Během studia se zúčastnil studijního pobytu v Lipsku. Působil jako technický úředník státních drah ve Zvolenu, zabýval se otázkami elektrifikace Slovenských železnic a vypracoval návrh její postupné realizace. Po vypuknutí druhé světové války se stal účastníkem protifašistického odboje, v závěru války se zapojil do příprav slovenského národního povstání v okolí Zvolena. Stal se členem povstalecké národní rady, od 1. září 1944 v ní zastával pozici pověřence pro dopravu a veřejné práce. Po ústupu SNP do hor se ukrýval v oblasti Kalište, později v Banské Bystrici. Koncem prosince byl zatčen příslušníky Pohotovostních oddílů Hlinkovy gardy ve Zvolenu, popraven byl v blízkosti vesnice Kováčová. Na jeho počest se od 1947 pořádá ve Zvolenu memoriál v boxu.[zdroj?]
V roce 1945 byl in memoriam vyznamenán Řádem SNP I. třídy a o rok později také československým válečným křížem.